# Ханбери Уильямс, Чарльз
Чарльз Ханбери Уильямс (англ. Charles Hanbury Williams; 8 декабря 1708 — 2 ноября 1759) — британский дипломат, писатель и сатирик.

## Биография
Чарльз Ханбери Уильямс родился 8 декабря 1708 года в Лондоне.
1 июля 1732 года в Сент-Джеймсе, Вестминстер, (Лондон), женился на леди Фрэнсис Конингсби, дочери Томаса Конингсби, 1-го графа Конингсби и леди Фрэнсис Джонс. У них было две дочери: Фрэнсис вышла замуж за Уильяма Кейпла, 4-го графа Эссекса и Шарлотты Роберт Бойл Уолсингем, младшего сына графа Шеннона. Уильямс вошел в парламент в 1734 году из избирательного округа Монмутшир в качестве сторонника Роберта Уолпола и занимал это место до 1747 года. Затем он получил место в Леоминстере в 1754 году и занимал его до своей смерти. В 1748 году был в Польше и стал свидетелем польского сейма, где встретился с членами влиятельной семьи Чарторыйских (август Александр Чарторыйский).

## Визит в Россию
В июне 1755 года в Петербург прибыл новый британский посол, сэр Чарльз Хенбери-Уильямс, ветеран дипломатии, хотя и не сумевший особенно отличиться на этом поприще. Это был полный краснолицый человек лет сорока с небольшим, начитанный и сообразительный. Ему была поручена весьма деликатная миссия: убедить императрицу и её министров, что нужно послать русские войска на защиту Ганновера в случае нападения Пруссии. (Английский король Георг был также ганноверским курфюрстом и заботился о своем небольшом владении на континенте. Не имея собственной армии, он вынужден был полагаться на иностранные войска.)

## Наследие
Уильямс был вдохновителем для персонажа Чарльза Эдастона в пьесе Джорджа Бернарда Шоу «Великая Кэтрин» 1913 года, в которой рассказывается история британского посланника при дворе Кэтрин. Он был превращен в фильм с участием Питера О’Тула в 1968 году. Уильямс также оставил стихи, которые, как говорили, были «остроумными, но распущенными».

## Благотворительность
В 1739 году оказал поддержку в создании больницы для подкидышей и служил одним из его основателей.

## Смерть
Умер 2 ноября 1759 года. Похоронен в Вестминстерском аббатстве. Сэр Чарльз известен как человек блестящего ума, с отличной репутацией живого и сдержанного сатирика.